# Де Берье, Роман Лонгшам
Роман Лонгшам де Берье (9 августа 1883, Львов — 4 июля 1941, Львов) — юрист, член Кодификационной комиссии Речи Посполитой, ректор университета им. Яна Казимира во Львове

## Биография
Родился в семье выходцев из Франции — гугенотов, покинувших страну ещё в XVII веке. Отец, Бронислав, был военным врачом.
В 1901 году Роман окончил гимназию во Львове. В 1901—1905 годах учился на юридическом факультете Львовского университета. Во время учебы посещал семинары профессоров Игнация Коштембахр-Йысковски, Владыслава Оченковского, Александра Долинского, Эрнеста Тилла (которого выбрал научным руководителем), Марсели Хламтача и Владислава Абрахама. В 1906 году получил звание доктора права. В том же году начал работать в Казначействе во Львове и исполнял эти обязанности до 1920 года.
1907/1908 учебый год провёл в Берлине (на стипендию Леона Пининского), работал в семинарах профессоров Теодора Киппа и Джозефа Колера. Вернувшись с учёбы, написал монографию по сущности юридического лица (Львов 1911). В 1916 году был утверждён в австрийском частном праве на юридическом факультете Львовского университета. Референтами представленных диссертаций, среди которых были упомянутая монография о сущности юридического лица и диссертации «Гарантии из-за недостатков и дефектов и обязательства по предоставлению» (Львов, 1916) были профессора E. Tилль и А. Долинский.
В 1918 году служил волонтёром во время Битвы за Львов (1918) и последующей польско-украинской войны. Был награждён Крестом Львова Оборона без мечей и Крестом Малопольского отделения Добровольческой армии.
В 1920 году стал доцентом, а через два года — профессором юридического факультета Львовского университета им. Яна Казимежа. В 1923/24 и 1929/30 — 1931/32 он был деканом юридического факультета. В июне 1939 года был избран ректором на 1939—1941 годы, 18 октября 1939 года с этого поста его отозвали советские власти, а его место занял украинец Михаил Марченко. В 1920—1939 годах Де Берье также читал лекции по гражданскому праву в Люблинском католическом университете.
В 1922 году он был назначен членом Комиссии по кодификации Республики Польша, где он принимал участие в подготовке польского гражданского права. В 1931 году он стал членом Польской академии наук, а в 1936 году он был назначен членом Компетентного трибунала, одним из органов, решающим конфликты между законодательной, исполнительной и юрисдикционной ветвями власти.
На выборах в местные органы власти в 1934 году он был членом Львовского городского совета от Польской национальной демократической партии и стал заместителем советника Мариана Янелли
После начала Польской оборонительной войны 1939 года он был одним из организаторов и главой Гражданского комитета обороны Львова, который организовал защиту этого города во время осады украинскими частями. После включения города в состав СССР, он остался одним из профессоров университета. В январе 1940 года он был уволен с работы в университете (вместе с большинством польских профессоров и младших преподавателей на юридическом факультете), снова приглашён в университет осенью 1940 года. В 1940—1941 годах читал лекции по гражданскому праву, посвященные отдельным вопросам советского договорного права.
Трагически погиб (расстрелян) 4 июля 1941 на Вулецких холмах во Львове. Вместе с ним были расстреляны и три его сына Бронислав (1916 г.), Зигмунт (1918 г.) и Казимеж (1923 г.). По некоторым сведениям, в 1943 году захоронение было уничтожено.